# Seznam brigad Kraljeve danske kopenske vojske
Seznam brigad Kraljeve danske kopenske vojske.

## Seznam
- 1. jutlandska brigada
- 1. zealandska brigada
- 3. jutlandska brigada
- Danska brigada